# 機甲教導連隊
機甲教導連隊（きこうきょうどうれんたい）は、陸上自衛隊駒門駐屯地（静岡県御殿場市）に駐屯する富士教導団隷下の機甲科の教導連隊である。

## 概要
連隊長は1等陸佐（二）が充てられ、駒門駐屯地司令を兼任し、旧戦車教導隊・偵察教導隊、第1機甲教育隊の任務を担任する。3個戦車中隊が戦車部隊、1個機動戦闘車中隊が即応機動連隊の機動戦闘車（中）隊、戦闘中隊が偵察戦闘大隊の戦闘中隊、偵察隊が偵察隊・偵察戦闘大隊の偵察中隊の戦術教育、教育支援を担当する。
26中期防における戦車整理・削減施策の一環として富士教導団隷下の戦車教導隊および偵察教導隊、東部方面混成団隷下の第1機甲教育隊を統合・再編成したものである。戦車の削減は次期中期防にあたる31中期防においても継続され、本州の戦車部隊は当隊のみとなった。

## 沿革

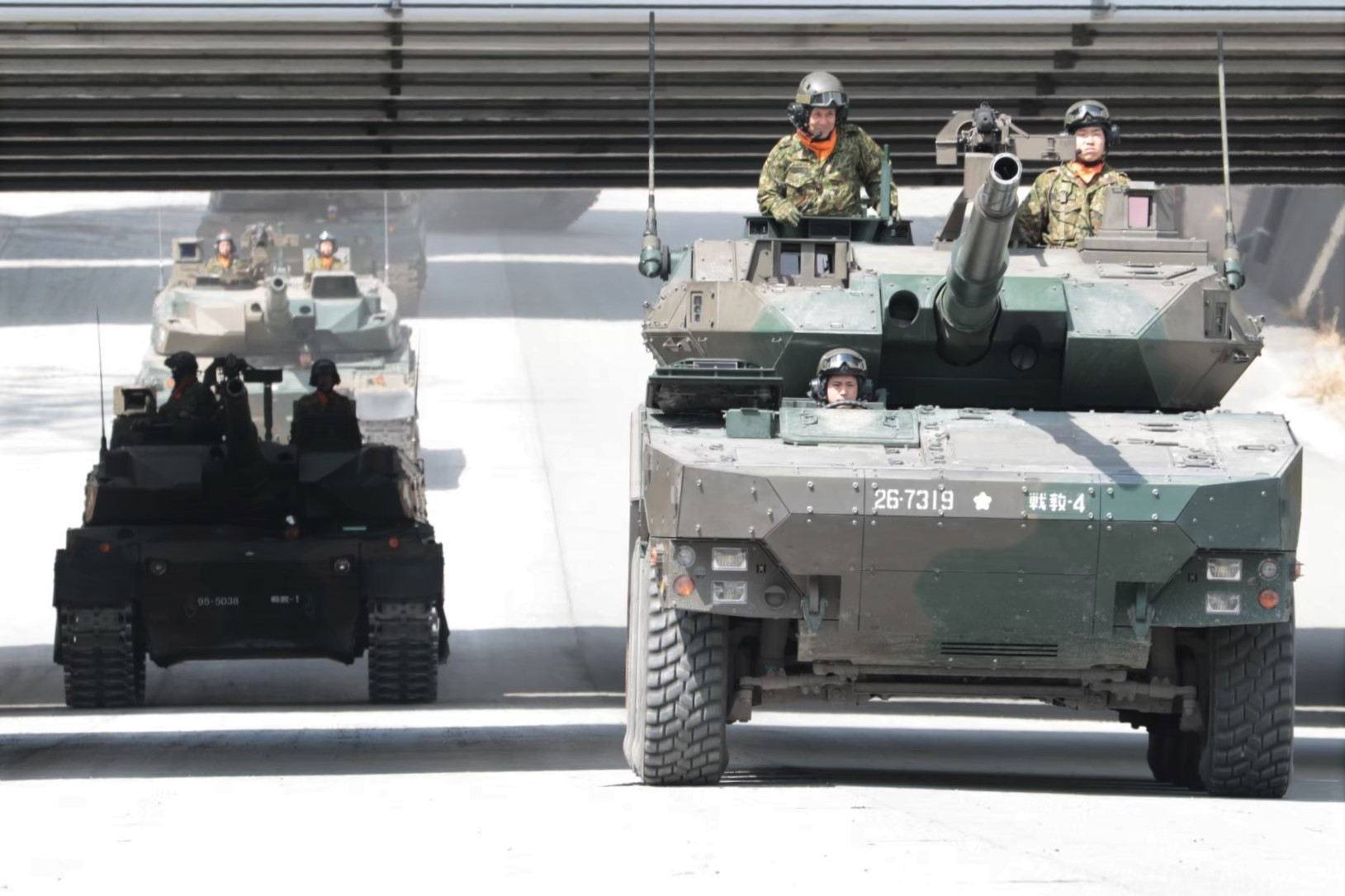
富士学校から駒門へ移駐する（戦車教導隊・偵察教導隊）機甲教導連隊

- 2019年（平成31年）3月26日：戦車教導隊および偵察教導隊が、富士駐屯地から駒門駐屯地へ移駐し、第1機甲教育隊と統合の上、機甲教導連隊として再編成。駒門駐屯地司令職務担任部隊に指定[1][3]。
- 2024年（令和06年）3月21日：部隊改編等。

1. 第4戦車中隊を機動戦闘車中隊に改編。
2. 第4戦車中隊・戦闘中隊の74式戦車を用途廃止。

## 部隊編成
- 機甲教導連隊本部
- 本部管理中隊「機教-本」：96式装輪装甲車・92式地雷原処理車・施設作業車
- 第1戦車中隊「機教-1」：10式戦車
- 第2戦車中隊「機教-2」：90式戦車
- 第3戦車中隊「機教-3」：90式戦車
- 機動戦闘車中隊「機教-機」：16式機動戦闘車
- 戦闘中隊「機教-戦」：16式機動戦闘車・96式装輪装甲車・60ｍｍ迫撃砲（B）（M6C-210）
- 偵察隊「機教-偵」：87式偵察警戒車・軽装甲機動車・偵察用オートバイ・地上レーダ装置1号 JTPS-P23

## 整備支援部隊
- 東部方面後方支援隊富士教育直接支援大隊車両整備隊「富教直支-車」：2002年（平成14年）3月27日から

## 主要幹部
| 官職名                           | 階級    | 氏名     | 補職発令日     | 前職                         |
| -------------------------------- | ------- | -------- | -------------- | ---------------------------- |
| 機甲教導連隊長 兼 駒門駐屯地司令 | 1等陸佐 | 櫻井秀平 | 2025年08月01日 | 北部方面総監部人事部人事課長 |

| 代 | 氏名     | 在職期間                        | 前職                         | 後職                                     |
| -- | -------- | ------------------------------- | ---------------------------- | ---------------------------------------- |
| 01 | 内田明秀 | 2019年03月26日 - 2020年11月30日 | 戦車教導隊長                 | 陸上自衛隊高等工科学校副校長 兼 企画室長 |
| 02 | 相馬佳輝 | 2020年12月01日 - 2023年03月12日 | 陸上自衛隊富士学校主任教官   | 防衛大学校教授                           |
| 03 | 岩男保博 | 2023年03月13日 - 2025年07月31日 | 陸上自衛隊富士学校主任教官   | 陸上幕僚監部指揮通信システム・情報部付   |
| 04 | 櫻井秀平 | 2025年08月01日 -                | 北部方面総監部人事部人事課長 |                                          |

## 戦車教導隊
戦車教導隊（せんしゃきょうどうたい）は、陸上自衛隊富士駐屯地に駐屯していた富士教導団隷下の機甲科（戦車）の教導隊で2019年（平成31年）3月25日に廃止された。

### 沿革
第102特車大隊
- 1954年（昭和29年）8月20日：第102特車大隊（3個戦車中隊基幹）が第9普通科連隊第14中隊と第11普通科連隊第14中隊を母体として富士駐屯地で新編。

特車教導隊
- 1961年（昭和36年）8月17日：第102特車大隊が特車教導隊（第4、第5戦車中隊が新編され5個戦車中隊基幹）に改編され、同日付で新編された富士教導隊に配属。

戦車教導隊
- 1962年（昭和37年）1月18日：特車教導隊を戦車教導隊に改称。
- 1964年（昭和39年）10月3日：60式装甲車を装備。
- 1965年（昭和40年）8月3日：富士教導隊が廃止となり、富士教導団が新編され隷下に編入。
- 1975年（昭和50年）11月     ：74式戦車を装備。
- 1981年（昭和56年）5月28日：M41軽戦車が退役。
- 1991年（平成03年）12月5日：90式戦車を装備。
- 1996年（平成08年）2月5日：61式戦車が退役。
- 1998年（平成10年）3月26日：本部管理中隊に施設小隊が新編。
- 2001年（平成13年）3月6日：施設作業車を装備。
- 2002年（平成14年）3月27日：後方支援体制変換に伴い、整備部門を東部方面後方支援隊富士教育直接支援大隊に移管。
- 2012年（平成24年）
  - 1月12日：10式戦車を装備。
  - 3月26日：第5戦車中隊を廃止[5]。74式戦車改型（G型）4輌を、駒門駐屯地に駐屯する第1機甲教育隊に移管。
- 2017年（平成29年）        ：16式機動戦闘車を装備。
- 2019年（平成31年）3月25日：戦車教導隊（富士駐屯地）が廃止。

### 廃止時の編成
- 戦車教導隊本部

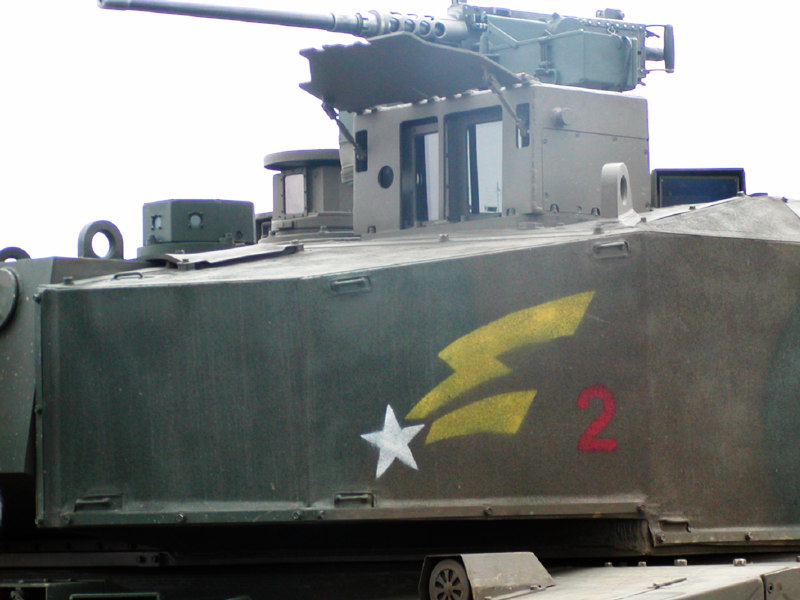
第二中隊のマーク

- 本部管理中隊「戦教-本」：（HSの図案化マーク）
- 第1戦車中隊「戦教-1」：10式戦車（ワシのマーク）
- 第2戦車中隊「戦教-2」：90式戦車（流星のマーク）
- 第3戦車中隊「戦教-3」：90式戦車（ハチのマーク）
- 第4戦車中隊「戦教-4」：74式戦車・16式機動戦闘車（ペガサスのマーク）

### 歴代の隊長
| 代           | 氏名                 | 在職期間                                                    | 前職                                               | 後職                                                |
| 戦車教導隊長 | 戦車教導隊長         | 戦車教導隊長                                                | 戦車教導隊長                                       | 戦車教導隊長                                        |
| ------------ | -------------------- | ----------------------------------------------------------- | -------------------------------------------------- | --------------------------------------------------- |
| 01           | 中村宏 （2等陸佐）   | 1961年08月17日 - 1962年07月31日                             | 第102特車大隊長                                    |                                                     |
| 02           | 飯田芳次 （2等陸佐） | 1962年08月01日 - 1964年07月15日                             | 陸上自衛隊富士学校                                 | 第10師団司令部第3部長                               |
| 03           | 古川義明             | 1964年07月16日 - 1968年07月15日 ※1968年07月01日 1等陸佐昇任 | 陸上自衛隊富士学校 （2等陸佐）                     | 第3戦車大隊長 兼 今津駐とん地司令                   |
| 04           | 古荘誠               | 1968年07月16日 - 1970年03月15日 ※1969年07月01日 1等陸佐昇任 | 東部方面総監部第3部勤務 （2等陸佐）                | 第1機甲教育隊長                                     |
| 05           | 寒河江智             | 1970年03月16日 - 1972年07月16日                             | 陸上自衛隊富士学校機甲科教育部 戦術班長            | 陸上自衛隊富士学校 総合教育部副部長 兼 同部教務課長 |
| 06           | 小島源治             | 1972年07月17日 - 1974年03月15日                             | 東部方面資料隊長                                   | 東部方面総監部付 →1974年7月1日 退職                 |
| 07           | 安福信彦             | 1974年03月16日 - 1975年07月15日                             | 陸上自衛隊幹部学校研究員                           | 陸上自衛隊幹部学校研究員                            |
| 08           | 青木和夫             | 1975年07月16日 - 1977年03月15日                             | 技術研究本部 企画部企画官付企画員                  | 第10師団司令部勤務                                  |
| 09           | 荒井和彦             | 1977年03月16日 - 1978年07月31日                             | 技術研究本部札幌試験場長                           | 東部方面総監部勤務                                  |
| 10           | 末次敏明             | 1978年08月01日 - 1980年07月31日                             | 丘珠駐とん地業務隊長                               | 富士教導団本部勤務                                  |
| 11           | 高野昭惠             | 1980年08月01日 - 1982年08月01日                             | 陸上自衛隊富士学校総合研究開発部 第3主任研究開発官 | 陸上自衛隊富士学校総合研究開発部 副部長             |
| 12           | 河村和甫             | 1982年08月02日 - 1984年07月31日                             | 装備開発実験隊車両科長                             | 陸上自衛隊富士学校学校教官                          |
| 13           | 斎藤晴之             | 1984年08月01日 - 1986年03月16日                             | 陸上自衛隊富士学校学校教官                         | 東部方面総監部調査部資料課長                        |
| 14           | 東武三               | 1986年03月17日 - 1988年03月15日                             | 陸上自衛隊富士学校機甲科部 研究課長                | 富士教導団本部勤務                                  |
| 15           | 小島正久             | 1988年03月16日 - 1990年07月31日                             | 自衛隊宮城地方連絡部募集課長                       | 装備開発実験隊車両科長                              |
| 16           | 庄島久信             | 1990年08月01日 - 1992年08月02日                             | 西部方面総監部調査部調査課長                       | 西部方面総監部調査部資料課長                        |
| 17           | 山田博敏             | 1992年08月03日 - 1994年07月31日                             | 陸上幕僚監部副監察官                               | 陸上自衛隊幹部学校学校教官                          |
| 18           | 持田佳郎             | 1994年08月01日 - 1997年03月25日                             | 陸上自衛隊富士学校学校教官                         | 陸上自衛隊富士学校機甲科部 教育課長                 |
| 19           | 大沼主悦             | 1997年03月26日 - 1999年07月31日                             | 東部方面総監部人事部募集課長                       | 東部方面総監部勤務                                  |
| 20           | 引野透               | 1999年08月01日 - 2001年07月31日                             | 陸上自衛隊富士学校機甲科部 研究課長                | 自衛隊札幌病院総務部長                              |
| 21           | 藤田太               | 2001年08月01日 - 2003年11月30日                             | 自衛隊福岡地方連絡部募集課長                       | 陸上自衛隊富士学校機甲科部 教育課長                 |
| 22           | 下園幹雄             | 2003年12月01日 - 2006年03月22日                             | 東部方面総監部人事部厚生課長                       | 富士教導団本部付                                    |
| 23           | 押川省三             | 2006年03月23日 - 2008年03月25日                             | 陸上自衛隊富士学校学校教官                         | 中部方面総監部人事部厚生課長                        |
| 24           | 梅田優邦             | 2008年03月26日 - 2010年03月22日                             | 第1師団司令部監察官                                | 陸上自衛隊中央業務支援隊勤務                        |
| 25           | 森博史               | 2010年03月23日 - 2012年03月31日                             | 陸上自衛隊富士学校主任教官                         | 防衛大学校教授                                      |
| 26           | 大塚元幸             | 2012年04月01日 - 2014年03月22日                             | 北部方面総監部総務部総務課長                       | 健軍駐屯地業務隊長                                  |
| 27           | 阿部昌平             | 2014年03月23日 - 2016年03月22日                             | 防衛研究所主任研究官                               | 陸上自衛隊富士学校主任教官                          |
| 28           | 河本俊哉             | 2016年03月23日 - 2017年11月30日                             | 中部方面総監部総務部 地域連絡調整課長              | 富士教導団本部付                                    |
| 未           | 内田明秀             | 2017年12月01日 - 2019年03月25日                             | 陸上自衛隊富士学校主任教官                         | 機甲教導連隊長 兼 駒門駐屯地司令                    |

## 偵察教導隊
偵察教導隊（ていさつきょうどうたい）は、陸上自衛隊富士駐屯地に駐屯していた富士教導団隷下の機甲科（偵察）の教導隊で2019年（平成31年）3月25日に廃止された。

### 沿革
偵察教導中隊
- 1959年（昭和34年）3月27日：富士学校に隷属する偵察教導中隊として富士駐屯地に新編。

偵察教導隊
- 1961年（昭和36年）8月17日：偵察教導中隊が偵察教導隊に改編され、同日付で新編された富士教導隊に編入。
- 1965年（昭和40年）8月3日：富士教導隊が廃止となり、富士教導団が新編され隷下に編入。
- 1987年（昭和62年）3月26日：本部付隊および電子偵察小隊が新編。
- 1988年（昭和63年）3月25日：87式偵察警戒車を配備。
- 2019年（平成31年）3月25日：偵察教導隊（富士駐屯地）が廃止。

### 廃止時の編成
- 偵察教導隊本部
- 偵察教導隊本部付隊
- 電子偵察小隊
- 第1偵察小隊
- 第2偵察小隊

すべての車両の部隊表示が「偵教」

## 主要装備
- 10式戦車
- 90式戦車
- 16式機動戦闘車
- 87式偵察警戒車
- 82式指揮通信車
- 96式装輪装甲車
- 軽装甲機動車
- 偵察用オートバイ
- 92式地雷原処理車
- 施設作業車
- 地上レーダ装置1号 JTPS-P23
- 85式地上レーダ装置 JTPS-P11
- 1/2tトラック / 73式小型トラック
- 1 1/2tトラック / 73式中型トラック
- 3 1/2tトラック / 73式大型トラック
- 89式5.56mm小銃
- 5.56mm機関銃MINIMI
- 12.7mm重機関銃
- M6C-210(60mm迫撃砲)